# Cathy Turner
Cathy Turner, född 10 april 1962 i Rochester, New York, är en amerikansk före detta short track-åkare.
Turner blev olympisk mästare i Short Track vid vinterspelen 1992 i Albertville och vinterspelen 1994 i Lillehammer.